# Apatidelia martynovi
Apatidelia martynovi är en nattsländeart som beskrevs av Martin E. Mosely 1942. Apatidelia martynovi ingår i släktet Apatidelia och familjen Apataniidae. Inga underarter finns listade i Catalogue of Life.